# Blanka (cantante)
Blanka Stajkow, conosciuta semplicemente come Blanka (Stettino, 23 maggio 1999), è una cantante, ballerina e modella polacca.
Ha rappresentato la Polonia all'Eurovision Song Contest 2023 con Solo.

## Biografia
Nata da padre bulgaro e madre polacca, Blanka si è formata in una scuola di musica e danza. Ha iniziato a scrivere canzoni all'età di 13 anni. Fra le sue ispirazioni musicali annovera George Michael, Madonna, Michael Jackson, gli INXS, Billy Idol, Miley Cyrus e The Weeknd.
Nel 2021 ha preso parte alle audizioni per la decima edizione del programma di TVN Top Model. Zostań modelką. Nello stesso anno ha pubblicato il suo singolo di debutto, Better, che ha ricevuto attenzione dalla Warner Music Poland, con cui ha firmato un contratto discografico. Il suo primo singolo con la Warner, Solo, ha raggiunto la 4ª posizione della classifica radiofonica polacca.
Nel 2023 Blanka è stata confermata fra i 10 partecipanti alla seconda edizione di Tu bije serce Europy! Wybieramy hit na Eurowizję, festival utilizzato per selezionare il rappresentante polacco all'annuale Eurovision Song Contest. La cantante ha scelto Solo come proprio brano eurovisivo. All'evento, che si è svolto il 26 febbraio 2023, e, nonostante varie controversie, è stata scelta come vincitrice dal voto combinato di giuria e pubblico, diventando di diritto la rappresentante nazionale all'Eurovision Song Contest 2023 a Liverpool. Solo, certificata doppio diamante dalla ZPAV, ha raggiunto la vetta sia della classifica polacca dei singoli che della Singlų Top 100 lituana, oltre a entrare la Suomen virallinen lista, la Digital Singles Chart greca, la Tónlistinn, l'Irish Singles Chart, l'Official Singles Chart e la graduatoria ceca. Nel maggio successivo, dopo essersi qualificata dalla seconda semifinale, Blanka si è esibita nella finale eurovisiva, dove si è piazzata al 19º posto su 26 partecipanti con 93 punti totalizzati.
Nel 2024 è protagonista del video musicale Un ragazzo una ragazza dei Kolors. Ha ricevuto due ulteriori certificazioni dalla ZPAV, quella di platino per Rodeo quella d'oro per Boys like Toys.

## Discografia

### Singoli
- 2021 – Better
- 2022 – Solo
- 2022 – All I Want for Christmas Is You
- 2023 – Boys like Toys
- 2023 – Rodeo
- 2024 – Cara Mia
- 2024 – If U Want Me
- 2024 – Asereje (Airplane Mode)
- 2025 – Key to My Heart
- 2025 – Guilty
- 2025 – Wracam (con Malik Montana e Shirak)